# Comuna Vintileasca, Vrancea
Vintileasca este o comună în județul Vrancea, Muntenia, România, formată din satele Bahnele, După Măgura, Neculele, Poiana Stoichii, Tănăsari și Vintileasca (reședința).

## Așezare
Comuna se află în extremitatea sud-vestică a județului, la limita cu județul Buzău, între izvoarele râurilor Râmnicu Sărat și Milcov, la limita Carpaților cu Subcarpații de Curbură, cuprinzând cea mai mare parte a depresiunii numită de unii geografi "Între Râmnice", iar de alţii "Bisoca-Neculele".

## Istorie
Până pe la mijlocul secolului al XX-lea, comuna nu a existat, satele ei (Vintileasca și Neculele) făcând parte din comuna Jitia. Ea s-a format după Al Doilea Război Mondial, inițial cu numele Neculele, pe teritoriul raionului Râmnicu Sărat din regiunea Ploiești. În 1968, comuna a căpătat denumirea de Vintileasca și a fost transferată la județul Vrancea.

## Demografie
Componența etnică a comunei Vintileasca
     Români (95,77%)
     Alte etnii (0%)
     Necunoscută (4,23%)
Componența confesională a comunei Vintileasca
     Ortodocși (95,3%)
     Alte religii (0,17%)
     Necunoscută (4,52%)
Conform recensământului efectuat în 2021, populația comunei Vintileasca se ridică la 1.724 de locuitori, în scădere față de recensământul anterior din 2011, când fuseseră înregistrați 1.981 de locuitori. Majoritatea locuitorilor sunt români (95,77%), iar pentru 4,23% nu se cunoaște apartenența etnică. Din punct de vedere confesional, majoritatea locuitorilor sunt ortodocși (95,3%), iar pentru 4,52% nu se cunoaște apartenența confesională.

## Politică și administrație
Comuna Vintileasca este administrată de un primar și un consiliu local compus din 11 consilieri. Primarul, Tudorel Vâlcociu[*], de la Partidul Social Democrat, este în funcție din octombrie 2020. Începând cu alegerile locale din 2024, consiliul local are următoarea componență pe partide politice:
|  | Partid                          | Consilieri | Componența Consiliului | Componența Consiliului | Componența Consiliului | Componența Consiliului | Componența Consiliului | Componența Consiliului | Componența Consiliului | Componența Consiliului |
|  | ------------------------------- | ---------- | ---------------------- | ---------------------- | ---------------------- | ---------------------- | ---------------------- | ---------------------- | ---------------------- | ---------------------- |
|  | Partidul Social Democrat        | 8          |                        |                        |                        |                        |                        |                        |                        |                        |
|  | Partidul Național Liberal       | 2          |                        |                        |                        |                        |                        |                        |                        |                        |
|  | Alianța pentru Unirea Românilor | 1          |                        |                        |                        |                        |                        |                        |                        |                        |

## Transport
Comuna este deservită de șoseaua națională DN2R, care o leagă spre sud de Jitia.

## Obiective turistice
În comuna Vintileasca se găsesc 5 obiective turistice, printre care: 
- Schiturile Sfântul Ioan Evanghelistul și Muntioru
- Băile sulfuroase
- Lacul Mare
- Mănăstirea Monteoru (situată într-o rezervație naturală) la peste 1300 de metri
- Monumentul natural "Pietrele Feții", aflate pe coama Muntelui Piatra, monumentul natural, amintit în opera lui Alexandru Vlahuță, „România pitorească”